# Burg Dębno

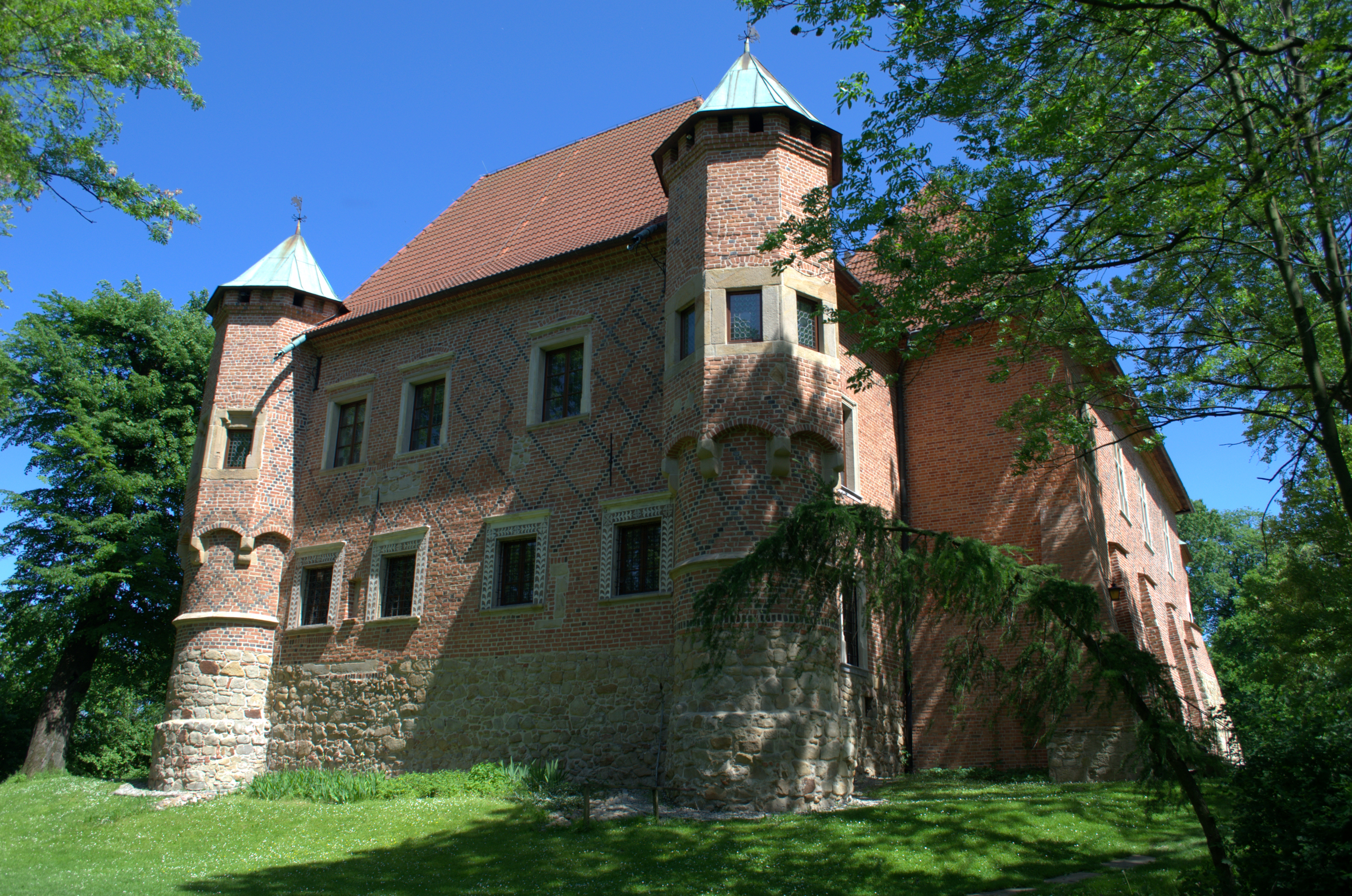
Ansicht 2014

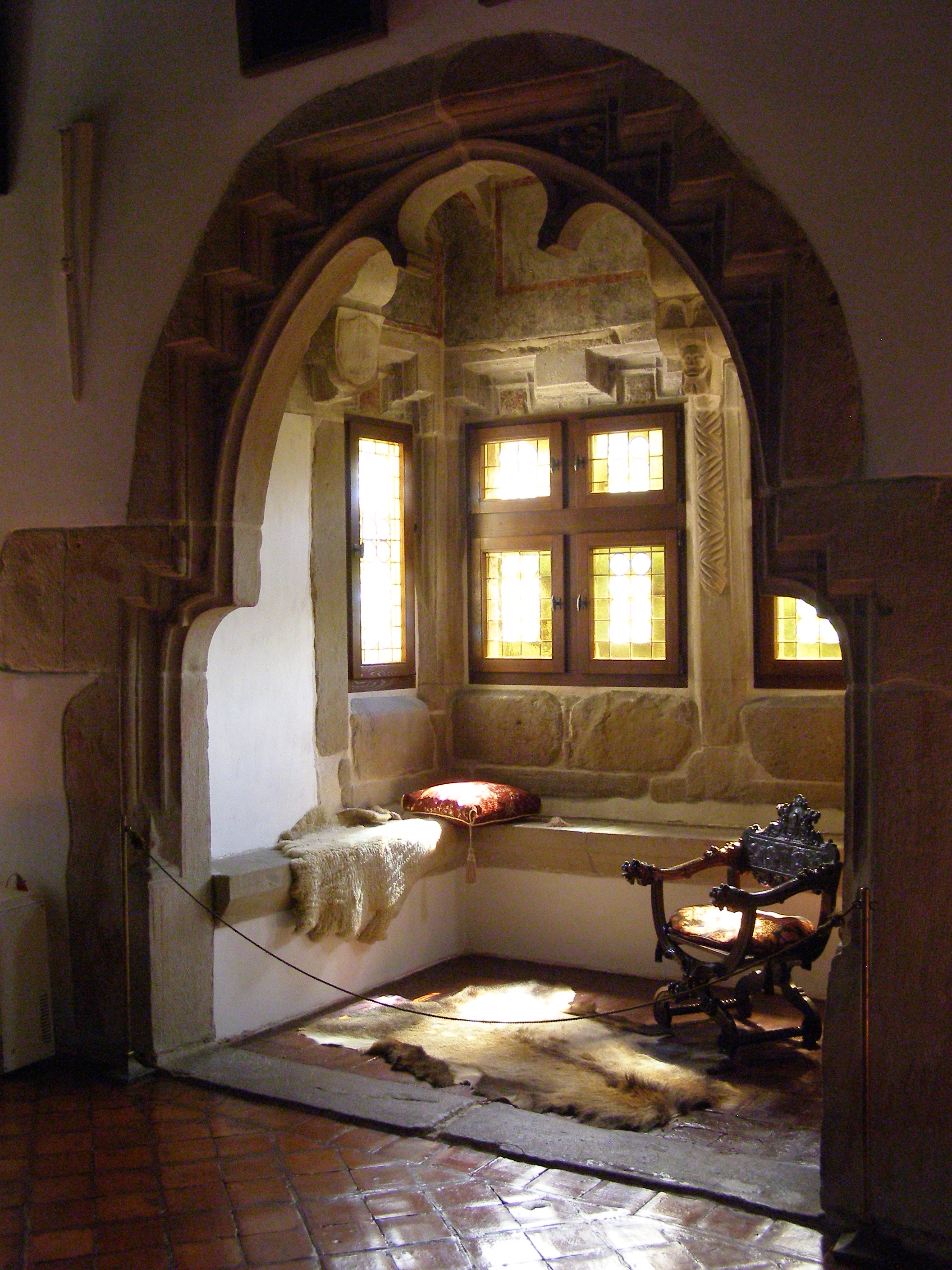
Spätgotischer Erker

Das Burg Dębno (polnisch: Zamek w Dębnie) ist eine Burg in Dębno unweit von Brzesko im Gebirgszug der Pogórze Wiśnickie, einem Teilgebirge der Beskiden. Es wurde von dem Adelsgeschlecht der Gryfici errichtet.

## Geschichte
1274 belehnte Bolesław der Schamhafte Świętosław aus dem Geschlecht der Gryfici mit der Burg, der sie im gotischen Stil ausbaute. Später kam die Burg an die Pobóg und Odrowąż. Jakub Dembiński aus dem Geschlecht der Odrowąż baute die Burg im 15. Jahrhundert im spätgotischen Stil der Backsteingotik aus, dessen Charakter die Burg trotz späterer Baumaßnahmen weitgehend erhalten hat. 1586 ließ der neue Eigentümer Ferenc Wesselényi, der ungarische Sekretär des Königs Stephan Báthory, die Burg im Renaissance-Stil von dem Italiener Giovanni de Simoni umgestalten. Später wurden die Tarło Eigentümer der Burg, die sie nochmals im 18. Jahrhundert im Barockstil ausbauten. Später wechselte die Burg mehrfach die Besitzer. Unter anderem waren die Lanckoroński deren Eigentümer. 1945 wurde die Burg verstaatlicht. Seit 1978 befindet sich eine Filiale des Regionalmuseums des Land Tarnów in der Burg.